# La Bridoire
La Bridoire és un municipi francès situat al departament de la Savoia i a la regió d'Alvèrnia-Roine-Alps. L'any 2007 tenia 1.167 habitants.

## Demografia

### Població
El 2007 la població de fet de La Bridoire era de 1.167 persones. Hi havia 490 famílies de les quals 137 eren unipersonals (78 homes vivint sols i 59 dones vivint soles), 153 parelles sense fills, 165 parelles amb fills i 35 famílies monoparentals amb fills.
La població ha evolucionat segons el següent gràfic:
Habitants censats

### Habitatges
El 2007 hi havia 575 habitatges, 499 eren l'habitatge principal de la família, 42 eren segones residències i 33 estaven desocupats. 391 eren cases i 180 eren apartaments. Dels 499 habitatges principals, 329 estaven ocupats pels seus propietaris, 158 estaven llogats i ocupats pels llogaters i 13 estaven cedits a títol gratuït; 5 tenien una cambra, 44 en tenien dues, 97 en tenien tres, 146 en tenien quatre i 207 en tenien cinc o més. 360 habitatges disposaven pel capbaix d'una plaça de pàrquing. A 244 habitatges hi havia un automòbil i a 200 n'hi havia dos o més.

### Piràmide de població
La piràmide de població per edats i sexe el 2009 era:
| Homes | Edats   | Dones |
| ----- | ------- | ----- |
| 0     | 95 o +  | 0     |
| 0     | 90 a 94 | 4     |
| 8     | 85 a 89 | 12    |
| 0     | 80 a 84 | 12    |
| 32    | 75 a 79 | 20    |
| 28    | 70 a 74 | 48    |
| 36    | 65 a 69 | 12    |
| 12    | 60 a 64 | 20    |
| 48    | 55 a 59 | 28    |
| 40    | 50 a 54 | 36    |
| 36    | 45 a 49 | 52    |
| 32    | 40 a 44 | 56    |
| 16    | 35 a 39 | 28    |
| 32    | 30 a 34 | 32    |
| 68    | 25 a 29 | 36    |
| 36    | 20 a 24 | 20    |
| 8     | 15 a 19 | 40    |
| 36    | 10 a 14 | 56    |
| 44    | 5 a 9   | 36    |
| 12    | 0 a 4   | 32    |

## Economia
El 2007 la població en edat de treballar era de 764 persones, 581 eren actives i 183 eren inactives. De les 581 persones actives 503 estaven ocupades (274 homes i 229 dones) i 77 estaven aturades (31 homes i 46 dones). De les 183 persones inactives 48 estaven jubilades, 71 estaven estudiant i 64 estaven classificades com a «altres inactius».

### Ingressos
El 2009 a La Bridoire hi havia 513 unitats fiscals que integraven 1.194,5 persones, la mediana anual d'ingressos fiscals per persona era de 17.100 €.

### Activitats econòmiques
Dels 58 establiments que hi havia el 2007, 1 era d'una empresa extractiva, 1 d'una empresa alimentària, 1 d'una empresa de fabricació d'elements pel transport, 5 d'empreses de fabricació d'altres productes industrials, 11 d'empreses de construcció, 11 d'empreses de comerç i reparació d'automòbils, 1 d'una empresa de transport, 2 d'empreses d'hostatgeria i restauració, 1 d'una empresa d'informació i comunicació, 1 d'una empresa financera, 5 d'empreses immobiliàries, 5 d'empreses de serveis, 8 d'entitats de l'administració pública i 5 d'empreses classificades com a «altres activitats de serveis».
Dels 16 establiments de servei als particulars que hi havia el 2009, 1 era una oficina de correu, 1 taller de reparació d'automòbils i de material agrícola, 1 paleta, 1 guixaire pintor, 2 fusteries, 4 lampisteries, 1 electricista, 1 perruqueria i 4 agències immobiliàries.
Dels 3 establiments comercials que hi havia el 2009, 1 era una fleca i 2 floristeries.
L'any 2000 a La Bridoire hi havia 14 explotacions agrícoles que ocupaven un total de 272 hectàrees.

## Equipaments sanitaris i escolars
L'únic equipament sanitari que hi havia el 2009 era una farmàcia.
El 2009 hi havia una escola elemental.

## Poblacions més properes
El següent diagrama mostra les poblacions més properes.